# Friedrich Jürgenson
Pour les articles homonymes, voir Jurgenson.
Friedrich Jürgenson, né le 8 février 1903 à Odessa et mort en 1987 à Höör dans la province suédoise Skåne, est un peintre et producteur de cinéma suédois. Il est un pionnier dans l'étude du phénomène de voix électronique qu'il considérait comme une manifestation possible de fantômes.

## Biographie
D'origine suédoise par sa mère et danoise par son père, il est né à Odessa où sa famille avait aménagé depuis l'Estonie. Après la Première Guerre mondiale et la Révolution russe, Jürgenson a suivi les études à l'Académie des Beaux Arts, puis, au Conservatoire d'Odessa. En 1925, ses parents ont été autorisés à retourner en Estonie où il continuait de prendre les cours de chant et de peinture avant d'aller poursuivre ses études à Berlin. Il se préparait à la carrière de chanteur d'opéra. 
En 1938, Jürgenson partit pour Milan. En 1943, lors de la visite chez ses parents, il est tombé malade et même après le rétablissement sa voix en a gardé les séquelles. Alors, Jürgenson décide d'abandonner l'opéra pour se consacrer à la peinture. À l'époque de la Seconde Guerre mondiale, il s'installe en Suède, où il se marie et prend la nationalité suédoise.

## Recherches
En réécoutant un enregistrement de chants d'oiseaux fait en juin 1959, avec un magnétophone aux environs de Stockholm, il crut entendre une faible voix norvégienne parlant des oiseaux de nuit. Jürgenson supposa qu'il s'agissait d'une interférence radiophonique, mais il n'y avait pas d'émetteur à l'endroit où l'enregistrement avait été fait. Intrigué, il multiplia les enregistrements et  aurait capté d’autres voix, dont celle de sa mère. Pensant avoir identifié des messages en provenance d'amis ou de parents défunts, il publia ses découvertes en 1964 dans le livre "Voix de l'Espace" (Voices from Space, Jürgenson Friedrich, Rösterna från Rymden, Sweden, 1964. German edition as Sprechfunk mit Verstorbenen, Freiburg i. Br.: Herman Bauer, 1967). Il a tenu au même moment une conférence de presse sollicitant l'intérêt de la Société Max-Planck et de l'Université de Fribourg ainsi que des organismes moins connus comme la Société Internationale du Paranormal et l'Association de Parapsychologie des États-Unis.
Il reçut l’appui du parapsychologue Hans Bender qui se déclara en faveur d’une origine paranormale.  Jürgenson a également initié le parapsychologue letton Konstantīns Raudive à l'expérimentation des enregistrements PVE.  Ses travaux influencèrent le développement de la musique acousmatique[réf. souhaitée].

## Distinctions
En 1969, Friedrich Jürgenson a reçu l'insigne de l'Ordre de Saint-Grégoire-le-Grand par le Pape Paul VI pour son documentaire The Fisherman from Galilee – On the Grave and Stool of Peter.

## Films
- Die Brücke zur Unsterblichkeit. The Gate to Eternity,
- Pompeii - a cultural relic that must be preserved, 1966 (documentaire)
- The Temples at Paestum and the City of Temples and Graves, 1968 (documentaire)
- Death of Birds in Italy, 1968 (documentaire)
- The Miracle of the Blood of St Gennaro, 1968 (documentaire)
- The Fisherman from Gallilea - On the Grave and Stool of Peter, 1969 (documentaire)